# 曼基夫齊
49°03′15″N 27°49′53″E / 49.05417°N 27.83139°E
曼基夫齊（烏克蘭語：Маньківці），是烏克蘭的村落，位於該國西南部文尼察州，由日梅林卡區負責管轄，始建於1539年，面積29.5平方公里，人口900，人口密度每平方公里37.08人。